# Xhafer Deva
Xhafer Ibrahim Deva (21 février 1904 – 25 mai 1978) est un homme politique albanais du Kosovo pendant la Seconde Guerre mondiale.

## Figure de la collaboration avec l’Allemagne nazie
Homme politique local notable au Kosovo et en Albanie occupée par l'Axe, il gouverna Mitrovica occupé par les Allemands en collaborant avec eux pour établir un gouvernement albanais pro-allemand au Kosovo.
Après la capitulation de l'Italie, il aida à former un gouvernement provisoire sous occupation allemande et mit en place la deuxième Ligue de Prizren aux côtés d'autres nationalistes albanais. Le 5 novembre 1943, il fut nommé ministre de l'Intérieur et se voit confier le commandement direct des forces du nouveau gouvernement albanais. Le 4 février 1944, des unités de police qui lui sont subordonnées massacrent 86 habitants de Tirana soupçonnés d'être antifascistes. Deva fut ensuite impliqué dans le recrutement d'Albanais du Kosovo pour rejoindre la 21e division SS Skanderbeg.
Il perdit son poste de ministre de l'Intérieur avec la dissolution du gouvernement albanais le 16 juin, et devint par la suite le chef de la deuxième Ligue de Prizren au cours duquel il mena des opérations anti-partisanes autour de Prizren en septembre. Peu de temps après, il fuit en Croatie puis en Autriche avec l'aide des Allemands, d'où il rejoignit d'autres Albanais anticommunistes.

## Exil aux États-Unis
Après la guerre, il s'installa via l'Italie à Damas, où il participa à la publication d'un journal en exil intitulé Bashkimi i Kombit. En 1956, il immigra aux États-Unis et vécut brièvement à New York et à Boston avant de déménager dans le comté de Calaveras, en Californie, en 1960. C'est là qu'il travailla comme superviseur adjoint au département du courrier de l'Université Stanford à Palo Alto jusqu'à sa retraite en 1972. Pendant ce temps, il dirigea la Troisième Ligue de Prizren et joua un rôle actif dans l'organisation de la résistance anticommuniste jusqu'à sa mort le 25 mai 1978.
Les dossiers publiés après sa mort ont montré qu'il avait été recruté par la Central Intelligence Agency (CIA) alors qu'il vivait aux États-Unis.

### Livres
- Robert Bideleux et Ian Jeffries, The Balkans: A Post-Communist History, London, England, Routledge, 2007 (ISBN 978-0-203-96911-3, lire en ligne )
- Richard Breitman, Norman J.W. Goda, Timothy Naftali et Robert Wolfe, U.S. Intelligence and the Nazis, Cambridge, Cambridge University Press, 2005 (ISBN 978-0-521-61794-9, lire en ligne)
- Robert Elsie, A Biographical Dictionary of Albanian History, London, I.B.Tauris, 2012 (ISBN 978-1-78076-431-3, lire en ligne)
- Gordana Filipović, Kosovo--past and present, Review of International Affairs, 1989 (lire en ligne)
- Bernd Jürgen Fischer, Albania at War, 1939–1945, West Lafayette, Purdue Research Foundation, 1999 (ISBN 978-1-55753-141-4, lire en ligne)
- Chaim Frank, Antisemitism in Eastern Europe: History and Present in Comparison, Bern, Switzerland, Peter Lang, 2010 (ISBN 978-3-631-59828-3, lire en ligne)
- Tim Judah, Kosovo: War and Revenge, New Haven, Yale University Press, 2002 (ISBN 978-0-300-09725-2, lire en ligne)
- Viktor Meier, Yugoslavia: A History of Its Demise, New York, Routledge, 1999 (ISBN 0-415-18595-5, lire en ligne)
- Owen Pearson, Albania in the Twentieth Century, A History: Albania in Occupation and War, 1939–45, vol. 2, London, I.B.Tauris, 2006 (ISBN 978-1-84511-104-5, lire en ligne)
- Raphael Lemkin, Axis Rule in Occupied Europe, Clark (New Jersey), The Lawbook Exchange, 2008 (ISBN 978-1-58477-901-8, lire en ligne)
- Sabrina P. Ramet, The Three Yugoslavias: State-Building and Legitimation, 1918–2005, Bloomington (Indiana), Indiana University Press, 2006 (ISBN 978-0-253-34656-8, lire en ligne)
- Dragan Simeunović et Adam Dolnik, Shaping South East Europe's Security Community for the Twenty-First Century: Trust, Partnership, Integration, Basingstoke, Palgrave Macmillan, 2013 (ISBN 978-1-137-01020-9, lire en ligne), « Security Threats of Violent Islamist Extremism »
- Jozo Tomasevich, War and Revolution in Yugoslavia, 1941–1945: Occupation and Collaboration, Stanford (Californie), Stanford University Press, 2001 (ISBN 978-0-8047-3615-2, lire en ligne)
- Rory Yeomans, World Fascism: A Historical Encyclopedia, vol. 1, Santa Barbara (Californie), ABC-CLIO, 2006 (ISBN 978-1-57607-940-9, lire en ligne)

### Journaux
- Paul N. Hehn, « Serbia, Croatia and Germany 1941–1945: Civil War and Revolution in the Balkans », University of Alberta, vol. 13, no 4,‎ 1971, p. 344–373 (DOI 10.1080/00085006.1971.11091249, JSTOR 40866373)